# Аздаров, Иван Михайлович
Иван Михайлович Аздаров (10 мая 1916, Мадан — 3 июня 1993, Ереван) — советский тяжелоатлет, пятикратный призёр чемпионатов СССР (1944, 1946−1949), чемпион Европы (1947). Заслуженный мастер спорта СССР (1947; лишен в апреле 1951).

## Биография
Иван Аздаров (Аздаридис) родился 10 мая 1916 года в селе Мадан (ныне часть города Алаверди) в семье греков, предки которых переселились в этот район в XVIII веке для работы на медных рудниках.
Начал заниматься тяжёлой атлетикой в Ереване под руководством Григория Симоняна. В 1944—1949 годах 5 раз становился призёром чемпионатов СССР.
В 1947 году на дебютном для советских тяжелоатлетов чемпионате Европы в Хельсинки превзошёл на 10 кг по сумме троеборья своего товарища по команде Александра Донского и выиграл золотую медаль. Таким образом вошёл в историю как первый советский тяжелоатлет, завоевавший звание чемпиона Европы.
В 1951 году лишен звания заслуженный мастер спорта СССР за «совершение на командном первенстве СССР по тяжёлой атлетике поступков, чуждых советским спортсменам».
После завершения спортивной карьеры в 1953 году занимался тренерской деятельностью в ДСО «Спартак».
Умер 3 июня 1993 года. Похоронен на Советашенском кладбище в Ереване.

## Семья
Михаил (Миша) Аздаров (1945 — 2024) — сын, лётчик гражданской авиации, пилот первого класса.